# Чербусы
Чербусы (Чербузы, Берёзовый лог) — деревня, существовавшая на территории Советского района Новосибирска между современными улицами Арбузова и Демакова (Советский район Новосибирска, Нижняя зона Академгородка).

## Происхождение названия
Существует версия, что кто-то из первых поселенцев дал новому месту название своей родной деревни, по другой версии в основе имени лежит чувашское слово «чербус», что переводится как «белая берёза».

## История
Деревня была основана в 1920-х годах беженцами Поволжья, основную часть которых составляли чуваши. Среди переселенцев было также несколько татарских и мордовских семей. В начале 1950-х годов в деревне насчитывалось приблизительно 60 дворов. На тот момент в Чербусах были построены клуб, детский сад и амбулатория, имелась своя пекарня. В 1958 году появился новый Советский район Новосибирска, и деревня была включена в его состав. В 1981 году старые дома деревни начали сносить. Последний деревенский дом (Буранный проезд № 9) был разрушен в 1983 году. Жителей расселили в дома, расположенные на улицах Вяземской и Полевой, и в дом по улице Арбузова № 16.

## Память

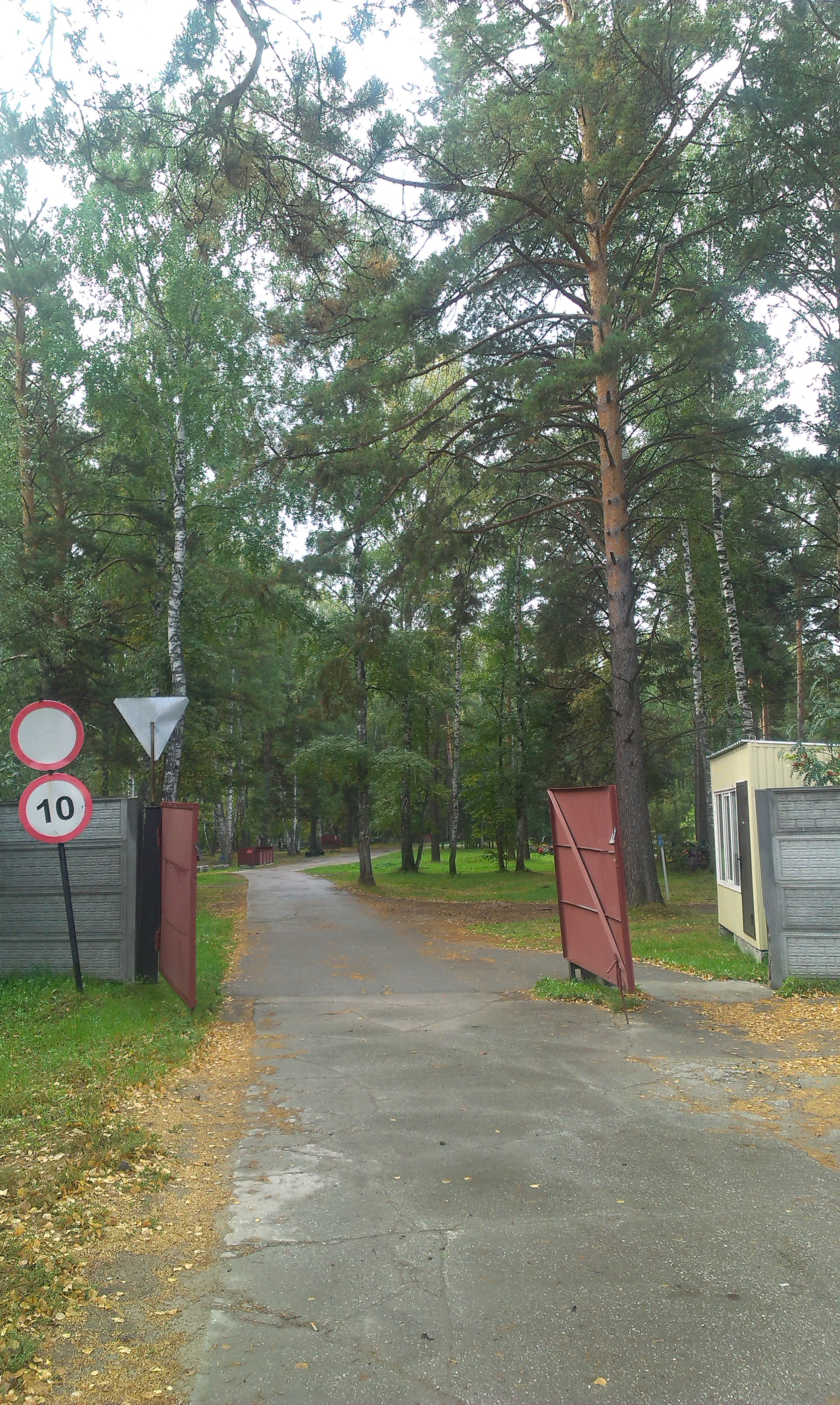
Южное кладбище

Сохранилась одна из улиц бывшего населённого пункта — Пасечная. В микрорайоне «Щ» протекает речка Чербузы. После исчезновения деревни осталось кладбище, ставшее впоследствии Южным кладбищем Академгородка, его также называют Чербузинским. Среди жителей Академгородка укоренилось выражение «отправиться в Чербусы», что означает умереть.